# رودخانه دربند (تهران)
رودخانهٔ دربند یا رود دربند معروفترین، مهمترین و دومین رود پرآب تهران است. تهران قدیم با آب این رود تشکیل شد. بلندترین نقطهٔ رشته کوه توچال یا رشته کوه البرز مرکزی جنوبی، یعنی توچال با ارتفاع حدود ۳۹۳۳ متر از سطح آبهای آزاد، در حوزهٔ آبخیز این رودخانه قرار دارد و از چندین حوزهٔ کوچک تشکیل می‌شود. دو شاخهٔ اصلی آن رودخانه شیرپلا و رودخانه اوسون هستند که رود اوسون از دامنهٔ توچال سرچشمه گرفته، با شیب تندی به سمت جنوب سرازیر می‌شود و پس از عبور از تنگهٔ اُروُس (که قبر اروس نیز در نزدیکی آن قرار دارد) وارد اوسون می‌شود.

## نامها
با توجه به قدمت و اهمیت تاریخی این رود، رود دربند در طول تاریخ با نام‌های بسیاری مانند طجرشت، تیگریش، تیجریش، تجریش، نهر موسی، نهر جیلاباد ری، شمیران، جعفرآباد و … شناخته می‌شده‌است.

## رود دربند و آبادی کهن تهران
تهران قدیم با آب این رودخانه تشکیل شد.
تهران قدیم دارای آبادی ها زیادر در اطراف خود بود که هنوز هم می توان آنها را لز نامگذاری مناطقی از تهران شناسایی کرد. باغات و کشتزارهای این آبادی ها بیشتر توسط این رودخانه آبیاری می شده اند.